# Руднєв Іван Михайлович
Іва́н Миха́йлович Ру́днєв (* 10 червня 1910, Санкт-Петербург, Російська імперія — † 9 липня 1970, Київ, УРСР, СРСР) — український радянський педіатр, доктор медичних наук (з 1962 року), професор (з 1964 року).

## Біографія
Народився 10 червня 1910 року в родині відомого вченого-педіатра, професора Михайла Федоровича Руднєва. 1931 року закінчив Дніпропетровський медичний інститут.
1962 року захистив докторську дисертацію «Функціональні стани судин при ревматизмі у дітей». Від 1964 року професор Київського медичного інституту. У 1963–1965 роках — завідувач кафедри факультетської педіатрії, у 1965–1970 роках — госпітальної педіатрії. У 1962–1966 роках — головний педіатр Міністерства охорони здоров'я України.

Могила Івана Руднєва

Помер 9 липня 1970 року. Похований в Києві на Байковому кладовищі.

## Наукова діяльність
Праці з галузі ревматизму та дитячої кардіології. Автор підручника «Диагностика и лечение ревматизма у детей» (Київ, 1962).

Був піонером у дослідженні алергічних реакцій у практичній педіатрії.
Під керівництвом Руднєва захищено 19 кандидатських і 5 докторських дисертацій. Серед них: доктори медичних наук Петро Степанович Мощич, Віктор Михайлович Сідельников.